# Joel Muñoz
Joel Gabriel Muñoz Castillo (Panama, 24 giugno 1980) è un cestista panamense.

## Carriera
Con Panama ha disputato cinque edizioni dei Campionati americani (2005, 2007, 2009, 2015, 2017).